# دانييل جاي ميلر
دانييل جاي ميلر (بالإنجليزية: Daniel J. Miller)‏ هو طيار وضابط أمريكي، ولد في 13 مارس 1924 في Stony Point, New York ‏ في الولايات المتحدة، وتوفي في 1 سبتمبر 2006 في إنديالانكتيك في الولايات المتحدة.